# Сахибуллин, Наиль Абдуллович
Наиль Абдуллович Сахибуллин (8 октября 1940 года, Казань) — физик, заведующий кафедрой Казанского государственного университета (КГУ), лауреат премии имени А. А. Белопольского, Заслуженный деятель науки Российской Федерации

## Биография
Родился 8 октября 1940 года в Казани.

В 1963 году окончил Казанский университет, физический факультет.

С 1965 по 1972 годы — ассистент кафедры астрономии, с 1972 по 1987 годы — доцент КГУ, с 1988 по 1991 годы — декан физического факультета.

С 1987 года — директор астрономической обсерватории Казанского университета.
С 1991 по 2008 годы — директор астрономической обсерватории им. Энгельгардта.

Академик-секретарь Отделения физики, энергетики и наук о земле АН Республики Татарстан, председатель научного совета по проблеме «Физика и эволюция звезд и туманностей» при РАН, член-учредитель Европейского астрономического общества.

## Награды
- Премия имени А. А. Белопольского (1996) — за цикл работ «Не-ЛТР анализ спектров ранних и поздних звёзд».
- Заслуженный деятель науки Российской Федерации (2006).
- Государственная премия Республики Татарстан в области науки и техники (2009).
- Золотая медаль Академии наук Республики Татарстан «За достижения в науке» (2020 год)[1].
- Серебряная медаль Академии наук Республики Татарстан «За достижения в науке» (2015 год)[2].